# Jutta Dümpe-Krüger
Jutta Dümpe-Krüger (Dörentrup, 5 septembre 1962) est une femme politique allemande.